# Testamento militar
El testamento militar es la declaración que bien de su propio puño y letra bien verbalmente hace un militar ante testigos, estando próximo a entrar en combate o marchar a una expedición peligrosa. A dicho escrito, atendiendo a las circunstancias, se dispensan todas las formalidades y solemnidades ordinarias. 
Data de muy antiguo la costumbre de los testamentos militares y la ley los ha sancionado formalmente dándoles toda la fuerza y valor de mi instrumento público. Los romanos, antes de pelear, nombraban verbalmente su heredero delante de tres o cuatro testigos, y a esto se llamaba hacer testamento In procinetu. Francisco Balduino lo confirma y asegura que los soldados que seguían a Octavio César Augusto, teniendo en mucho a los cántabros, antes de entrar en batalla con ellos, hicieron su testamento en la forma dicha.